# 1625
Portal Geschichte | Portal Biografien | Aktuelle Ereignisse | Jahreskalender | Tagesartikel

◄ |
16. Jahrhundert |
17. Jahrhundert
| 18. Jahrhundert | ►

◄ |
1590er |
1600er |
1610er |
1620er
| 1630er | 1640er | 1650er | ►

◄◄ |
◄ |
1621 |
1622 |
1623 |
1624 |
1625
| 1626 | 1627 | 1628 | 1629 | ► | ►►
Staatsoberhäupter  · Nekrolog   · Musikjahr
| Januar | Januar | Januar | Januar | Januar | Januar | Januar | Januar |
| Kw     | Mo     | Di     | Mi     | Do     | Fr     | Sa     | So     |
| 1      |        |        | 1      | 2      | 3      | 4      | 5      |
| 2      | 6      | 7      | 8      | 9      | 10     | 11     | 12     |
| 3      | 13     | 14     | 15     | 16     | 17     | 18     | 19     |
| 4      | 20     | 21     | 22     | 23     | 24     | 25     | 26     |
| 5      | 27     | 28     | 29     | 30     | 31     |        |        |
| ------ | ------ | ------ | ------ | ------ | ------ | ------ | ------ |

| Februar | Februar | Februar | Februar | Februar | Februar | Februar | Februar |
| Kw      | Mo      | Di      | Mi      | Do      | Fr      | Sa      | So      |
| 5       |         |         |         |         |         | 1       | 2       |
| 6       | 3       | 4       | 5       | 6       | 7       | 8       | 9       |
| 7       | 10      | 11      | 12      | 13      | 14      | 15      | 16      |
| 8       | 17      | 18      | 19      | 20      | 21      | 22      | 23      |
| 9       | 24      | 25      | 26      | 27      | 28      |         |         |
| ------- | ------- | ------- | ------- | ------- | ------- | ------- | ------- |

| März | März | März | März | März | März | März | März |
| Kw   | Mo   | Di   | Mi   | Do   | Fr   | Sa   | So   |
| 9    |      |      |      |      |      | 1    | 2    |
| 10   | 3    | 4    | 5    | 6    | 7    | 8    | 9    |
| 11   | 10   | 11   | 12   | 13   | 14   | 15   | 16   |
| 12   | 17   | 18   | 19   | 20   | 21   | 22   | 23   |
| 13   | 24   | 25   | 26   | 27   | 28   | 29   | 30   |
| 14   | 31   |      |      |      |      |      |      |
| ---- | ---- | ---- | ---- | ---- | ---- | ---- | ---- |

| April | April | April | April | April | April | April | April |
| Kw    | Mo    | Di    | Mi    | Do    | Fr    | Sa    | So    |
| 14    |       | 1     | 2     | 3     | 4     | 5     | 6     |
| 15    | 7     | 8     | 9     | 10    | 11    | 12    | 13    |
| 16    | 14    | 15    | 16    | 17    | 18    | 19    | 20    |
| 17    | 21    | 22    | 23    | 24    | 25    | 26    | 27    |
| 18    | 28    | 29    | 30    |       |       |       |       |
| ----- | ----- | ----- | ----- | ----- | ----- | ----- | ----- |

| Mai | Mai | Mai | Mai | Mai | Mai | Mai | Mai |
| Kw  | Mo  | Di  | Mi  | Do  | Fr  | Sa  | So  |
| 18  |     |     |     | 1   | 2   | 3   | 4   |
| 19  | 5   | 6   | 7   | 8   | 9   | 10  | 11  |
| 20  | 12  | 13  | 14  | 15  | 16  | 17  | 18  |
| 21  | 19  | 20  | 21  | 22  | 23  | 24  | 25  |
| 22  | 26  | 27  | 28  | 29  | 30  | 31  |     |
| --- | --- | --- | --- | --- | --- | --- | --- |

| Juni | Juni | Juni | Juni | Juni | Juni | Juni | Juni |
| Kw   | Mo   | Di   | Mi   | Do   | Fr   | Sa   | So   |
| 22   |      |      |      |      |      |      | 1    |
| 23   | 2    | 3    | 4    | 5    | 6    | 7    | 8    |
| 24   | 9    | 10   | 11   | 12   | 13   | 14   | 15   |
| 25   | 16   | 17   | 18   | 19   | 20   | 21   | 22   |
| 26   | 23   | 24   | 25   | 26   | 27   | 28   | 29   |
| 27   | 30   |      |      |      |      |      |      |
| ---- | ---- | ---- | ---- | ---- | ---- | ---- | ---- |

| Juli | Juli | Juli | Juli | Juli | Juli | Juli | Juli |
| Kw   | Mo   | Di   | Mi   | Do   | Fr   | Sa   | So   |
| 27   |      | 1    | 2    | 3    | 4    | 5    | 6    |
| 28   | 7    | 8    | 9    | 10   | 11   | 12   | 13   |
| 29   | 14   | 15   | 16   | 17   | 18   | 19   | 20   |
| 30   | 21   | 22   | 23   | 24   | 25   | 26   | 27   |
| 31   | 28   | 29   | 30   | 31   |      |      |      |
| ---- | ---- | ---- | ---- | ---- | ---- | ---- | ---- |

| August | August | August | August | August | August | August | August |
| Kw     | Mo     | Di     | Mi     | Do     | Fr     | Sa     | So     |
| 31     |        |        |        |        | 1      | 2      | 3      |
| 32     | 4      | 5      | 6      | 7      | 8      | 9      | 10     |
| 33     | 11     | 12     | 13     | 14     | 15     | 16     | 17     |
| 34     | 18     | 19     | 20     | 21     | 22     | 23     | 24     |
| 35     | 25     | 26     | 27     | 28     | 29     | 30     | 31     |
| ------ | ------ | ------ | ------ | ------ | ------ | ------ | ------ |

| September | September | September | September | September | September | September | September |
| Kw        | Mo        | Di        | Mi        | Do        | Fr        | Sa        | So        |
| 36        | 1         | 2         | 3         | 4         | 5         | 6         | 7         |
| 37        | 8         | 9         | 10        | 11        | 12        | 13        | 14        |
| 38        | 15        | 16        | 17        | 18        | 19        | 20        | 21        |
| 39        | 22        | 23        | 24        | 25        | 26        | 27        | 28        |
| 40        | 29        | 30        |           |           |           |           |           |
| --------- | --------- | --------- | --------- | --------- | --------- | --------- | --------- |

| Oktober | Oktober | Oktober | Oktober | Oktober | Oktober | Oktober | Oktober |
| Kw      | Mo      | Di      | Mi      | Do      | Fr      | Sa      | So      |
| 40      |         |         | 1       | 2       | 3       | 4       | 5       |
| 41      | 6       | 7       | 8       | 9       | 10      | 11      | 12      |
| 42      | 13      | 14      | 15      | 16      | 17      | 18      | 19      |
| 43      | 20      | 21      | 22      | 23      | 24      | 25      | 26      |
| 44      | 27      | 28      | 29      | 30      | 31      |         |         |
| ------- | ------- | ------- | ------- | ------- | ------- | ------- | ------- |

| November | November | November | November | November | November | November | November |
| Kw       | Mo       | Di       | Mi       | Do       | Fr       | Sa       | So       |
| 44       |          |          |          |          |          | 1        | 2        |
| 45       | 3        | 4        | 5        | 6        | 7        | 8        | 9        |
| 46       | 10       | 11       | 12       | 13       | 14       | 15       | 16       |
| 47       | 17       | 18       | 19       | 20       | 21       | 22       | 23       |
| 48       | 24       | 25       | 26       | 27       | 28       | 29       | 30       |
| -------- | -------- | -------- | -------- | -------- | -------- | -------- | -------- |

| Dezember | Dezember | Dezember | Dezember | Dezember | Dezember | Dezember | Dezember |
| Kw       | Mo       | Di       | Mi       | Do       | Fr       | Sa       | So       |
| 49       | 1        | 2        | 3        | 4        | 5        | 6        | 7        |
| 50       | 8        | 9        | 10       | 11       | 12       | 13       | 14       |
| 51       | 15       | 16       | 17       | 18       | 19       | 20       | 21       |
| 52       | 22       | 23       | 24       | 25       | 26       | 27       | 28       |
| 1        | 29       | 30       | 31       |          |          |          |          |
| -------- | -------- | -------- | -------- | -------- | -------- | -------- | -------- |

| Januar | Januar | Januar | Januar | Januar | Januar | Januar | Januar |
| Kw     | Mo     | Di     | Mi     | Do     | Fr     | Sa     | So     |
| 1      |        |        | 1      | 2      | 3      | 4      | 5      |
| 2      | 6      | 7      | 8      | 9      | 10     | 11     | 12     |
| 3      | 13     | 14     | 15     | 16     | 17     | 18     | 19     |
| 4      | 20     | 21     | 22     | 23     | 24     | 25     | 26     |
| 5      | 27     | 28     | 29     | 30     | 31     |        |        |
| ------ | ------ | ------ | ------ | ------ | ------ | ------ | ------ |

| Februar | Februar | Februar | Februar | Februar | Februar | Februar | Februar |
| Kw      | Mo      | Di      | Mi      | Do      | Fr      | Sa      | So      |
| 5       |         |         |         |         |         | 1       | 2       |
| 6       | 3       | 4       | 5       | 6       | 7       | 8       | 9       |
| 7       | 10      | 11      | 12      | 13      | 14      | 15      | 16      |
| 8       | 17      | 18      | 19      | 20      | 21      | 22      | 23      |
| 9       | 24      | 25      | 26      | 27      | 28      |         |         |
| ------- | ------- | ------- | ------- | ------- | ------- | ------- | ------- |

| März | März | März | März | März | März | März | März |
| Kw   | Mo   | Di   | Mi   | Do   | Fr   | Sa   | So   |
| 9    |      |      |      |      |      | 1    | 2    |
| 10   | 3    | 4    | 5    | 6    | 7    | 8    | 9    |
| 11   | 10   | 11   | 12   | 13   | 14   | 15   | 16   |
| 12   | 17   | 18   | 19   | 20   | 21   | 22   | 23   |
| 13   | 24   | 25   | 26   | 27   | 28   | 29   | 30   |
| 14   | 31   |      |      |      |      |      |      |
| ---- | ---- | ---- | ---- | ---- | ---- | ---- | ---- |

| April | April | April | April | April | April | April | April |
| Kw    | Mo    | Di    | Mi    | Do    | Fr    | Sa    | So    |
| 14    |       | 1     | 2     | 3     | 4     | 5     | 6     |
| 15    | 7     | 8     | 9     | 10    | 11    | 12    | 13    |
| 16    | 14    | 15    | 16    | 17    | 18    | 19    | 20    |
| 17    | 21    | 22    | 23    | 24    | 25    | 26    | 27    |
| 18    | 28    | 29    | 30    |       |       |       |       |
| ----- | ----- | ----- | ----- | ----- | ----- | ----- | ----- |

| Mai | Mai | Mai | Mai | Mai | Mai | Mai | Mai |
| Kw  | Mo  | Di  | Mi  | Do  | Fr  | Sa  | So  |
| 18  |     |     |     | 1   | 2   | 3   | 4   |
| 19  | 5   | 6   | 7   | 8   | 9   | 10  | 11  |
| 20  | 12  | 13  | 14  | 15  | 16  | 17  | 18  |
| 21  | 19  | 20  | 21  | 22  | 23  | 24  | 25  |
| 22  | 26  | 27  | 28  | 29  | 30  | 31  |     |
| --- | --- | --- | --- | --- | --- | --- | --- |

| Juni | Juni | Juni | Juni | Juni | Juni | Juni | Juni |
| Kw   | Mo   | Di   | Mi   | Do   | Fr   | Sa   | So   |
| 22   |      |      |      |      |      |      | 1    |
| 23   | 2    | 3    | 4    | 5    | 6    | 7    | 8    |
| 24   | 9    | 10   | 11   | 12   | 13   | 14   | 15   |
| 25   | 16   | 17   | 18   | 19   | 20   | 21   | 22   |
| 26   | 23   | 24   | 25   | 26   | 27   | 28   | 29   |
| 27   | 30   |      |      |      |      |      |      |
| ---- | ---- | ---- | ---- | ---- | ---- | ---- | ---- |

| Juli | Juli | Juli | Juli | Juli | Juli | Juli | Juli |
| Kw   | Mo   | Di   | Mi   | Do   | Fr   | Sa   | So   |
| 27   |      | 1    | 2    | 3    | 4    | 5    | 6    |
| 28   | 7    | 8    | 9    | 10   | 11   | 12   | 13   |
| 29   | 14   | 15   | 16   | 17   | 18   | 19   | 20   |
| 30   | 21   | 22   | 23   | 24   | 25   | 26   | 27   |
| 31   | 28   | 29   | 30   | 31   |      |      |      |
| ---- | ---- | ---- | ---- | ---- | ---- | ---- | ---- |

| August | August | August | August | August | August | August | August |
| Kw     | Mo     | Di     | Mi     | Do     | Fr     | Sa     | So     |
| 31     |        |        |        |        | 1      | 2      | 3      |
| 32     | 4      | 5      | 6      | 7      | 8      | 9      | 10     |
| 33     | 11     | 12     | 13     | 14     | 15     | 16     | 17     |
| 34     | 18     | 19     | 20     | 21     | 22     | 23     | 24     |
| 35     | 25     | 26     | 27     | 28     | 29     | 30     | 31     |
| ------ | ------ | ------ | ------ | ------ | ------ | ------ | ------ |

| September | September | September | September | September | September | September | September |
| Kw        | Mo        | Di        | Mi        | Do        | Fr        | Sa        | So        |
| 36        | 1         | 2         | 3         | 4         | 5         | 6         | 7         |
| 37        | 8         | 9         | 10        | 11        | 12        | 13        | 14        |
| 38        | 15        | 16        | 17        | 18        | 19        | 20        | 21        |
| 39        | 22        | 23        | 24        | 25        | 26        | 27        | 28        |
| 40        | 29        | 30        |           |           |           |           |           |
| --------- | --------- | --------- | --------- | --------- | --------- | --------- | --------- |

| Oktober | Oktober | Oktober | Oktober | Oktober | Oktober | Oktober | Oktober |
| Kw      | Mo      | Di      | Mi      | Do      | Fr      | Sa      | So      |
| 40      |         |         | 1       | 2       | 3       | 4       | 5       |
| 41      | 6       | 7       | 8       | 9       | 10      | 11      | 12      |
| 42      | 13      | 14      | 15      | 16      | 17      | 18      | 19      |
| 43      | 20      | 21      | 22      | 23      | 24      | 25      | 26      |
| 44      | 27      | 28      | 29      | 30      | 31      |         |         |
| ------- | ------- | ------- | ------- | ------- | ------- | ------- | ------- |

| November | November | November | November | November | November | November | November |
| Kw       | Mo       | Di       | Mi       | Do       | Fr       | Sa       | So       |
| 44       |          |          |          |          |          | 1        | 2        |
| 45       | 3        | 4        | 5        | 6        | 7        | 8        | 9        |
| 46       | 10       | 11       | 12       | 13       | 14       | 15       | 16       |
| 47       | 17       | 18       | 19       | 20       | 21       | 22       | 23       |
| 48       | 24       | 25       | 26       | 27       | 28       | 29       | 30       |
| -------- | -------- | -------- | -------- | -------- | -------- | -------- | -------- |

| Dezember | Dezember | Dezember | Dezember | Dezember | Dezember | Dezember | Dezember |
| Kw       | Mo       | Di       | Mi       | Do       | Fr       | Sa       | So       |
| 49       | 1        | 2        | 3        | 4        | 5        | 6        | 7        |
| 50       | 8        | 9        | 10       | 11       | 12       | 13       | 14       |
| 51       | 15       | 16       | 17       | 18       | 19       | 20       | 21       |
| 52       | 22       | 23       | 24       | 25       | 26       | 27       | 28       |
| 1        | 29       | 30       | 31       |          |          |          |          |
| -------- | -------- | -------- | -------- | -------- | -------- | -------- | -------- |

## Ereignisse

### Politik und Weltgeschehen

#### Heiliges Römisches Reich
- 20. März: Christian IV. von Dänemark bemüht sich erfolgreich um die Wahl des Obersten des Niedersächsischen Reichskreises und greift in den Dreißigjährigen Krieg ein. Der Dänisch-niedersächsische Krieg beginnt.
- 17. April: Im Kurfürstentum Bayern wird das Revisorium eingerichtet, gegen das keine Berufung mehr möglich ist.

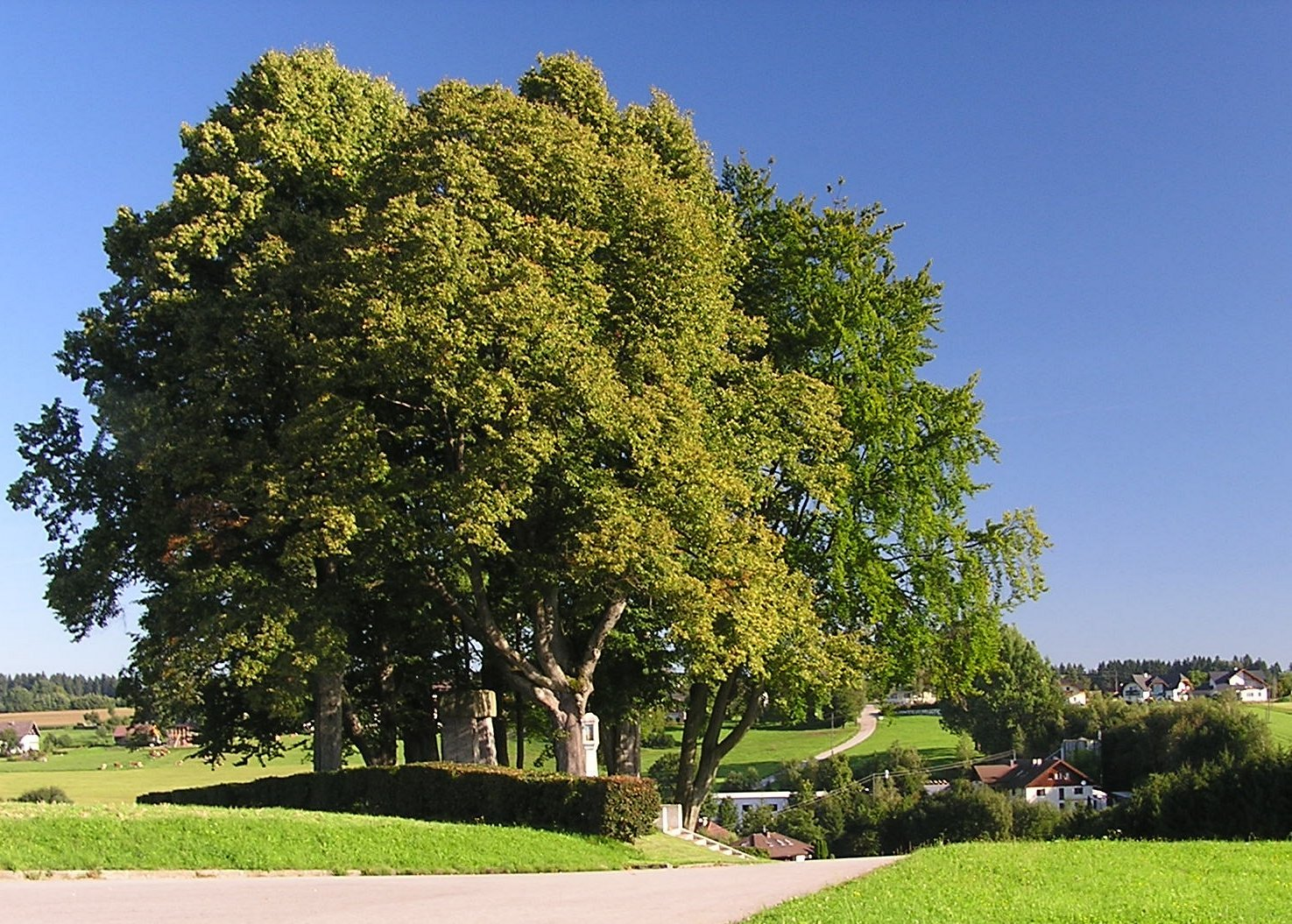
Der Schauplatz des Frankenburger Würfelspiels

- Mai: Als im oberösterreichischen Frankenburg ein katholischer Pfarrer eingesetzt wird, rebelliert die protestantische Bevölkerung. Die Belagerung von Schloss Frankenburg wird aber nach drei Tagen aufgegeben, nachdem den Rebellen Gnade zugesichert worden ist.
- 15. Mai: Das „Frankenburger Würfelspiel“, bei dem 36 mutmaßliche Rädelsführer des Frankenburger Aufstands gegeneinander um ihr Leben würfeln müssen, ist der Auftakt zum Oberösterreichischen Bauernkrieg im folgenden Jahr.
- Im Dreißigjährigen Krieg wird die Stadt Breda am 2. Juni vom spanischen General Ambrosio Spinola nach neunmonatiger Belagerung eingenommen.
- 25. Juli: Albrecht Wallenstein, Herzog von Friedland wird vom Kaiser zum Feldmarschall und Generalissimus ernannt und mit der Aufstellung einer Armee beauftragt.

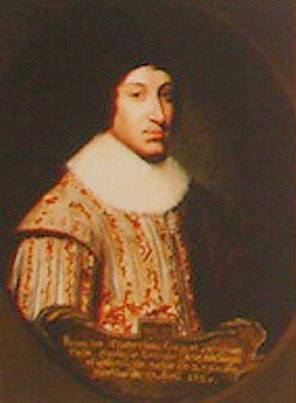
Rudolf Christian

- 19. August: Ostfriesland zur Zeit des Dreißigjährigen Krieges: Nach dem Tod von Enno III. wird sein Sohn Rudolf Christian Graf von Ostfriesland.
- 21. September: Die Kaiserlichen unter Pappenheim besiegen Franzosen und Venezianer in der Schlacht bei Verceia.
- 19. Dezember: Auf Initiative des ins Exil getriebenen pfälzischen Kurfürsten Friedrich V. schließen mehrere protestantische Reichsstände in Den Haag die gegen die Habsburger gerichtete Haager Allianz mit Dänemark, England und den Vereinigten Niederlanden.

#### England/Niederlande/Spanien

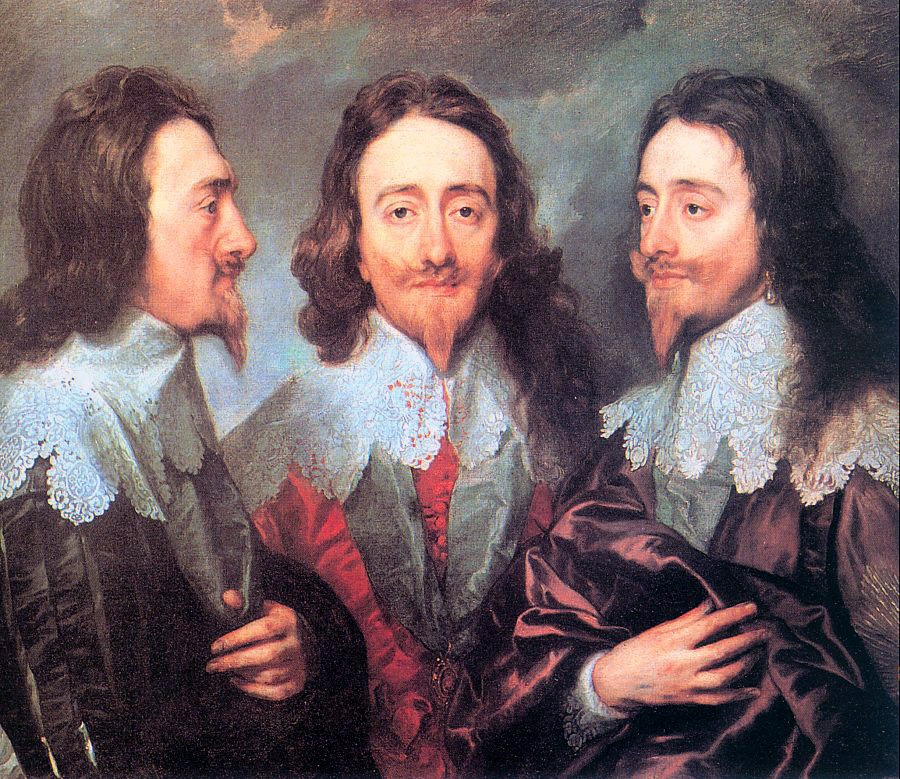
Karl I. (von drei Seiten)

- 27. März: Durch den Tod Jakobs I. wird sein Sohn Karl I. neuer König in England, Schottland und Irland. Im selben Jahr heiratet der neue König Henrietta Maria von Frankreich, Tochter von Henri IV. und Maria de’ Medici.
- 18. September: Das Königreich England schließt mit der Republik der Sieben Vereinigten Provinzen den Vertrag von Southampton, mit dem sich beide Seiten zu einer gemeinsamen Expedition gegen Spanien verpflichten. Die Niederlande sollen 22 Kriegsschiffe dafür bereitstellen und mit 25 weiteren Schiffen die Piraten im spanischen Dünkirchen in Schach halten, während England seine Hauptstreitkräfte in spanische Gewässer entsenden soll. Die Flotte verlässt am 8. Oktober Plymouth unter dem Befehl von Edward Cecil, 1. Viscount Wimbledon. Nach gröberen Schwierigkeiten erreicht sie am 1. November Cádiz. Der Angriff auf die Stadt entwickelt sich jedoch zu einem Desaster.

#### Afrika
- 25. Oktober: Im Niederländisch-Portugiesischen Krieg versucht die Niederländische Westindien-Kompanie zum fünften Mal nach 1596, 1603, 1606 und 1615 das die Stadt Elmina schützende Fort São Jorge da Mina zu erobern, um die Kontrolle über die Portugiesische Goldküste zu erlangen. In der Schlacht um Elmina werden die Niederländer von den Portugiesen vernichtend geschlagen.
- um 1625: Antananarivo, die spätere Hauptstadt Madagaskars wird gegründet.

#### Asien
- Antonio de Andrade aus Portugal überquert als erster Europäer den Himalaya.

### Wirtschaft

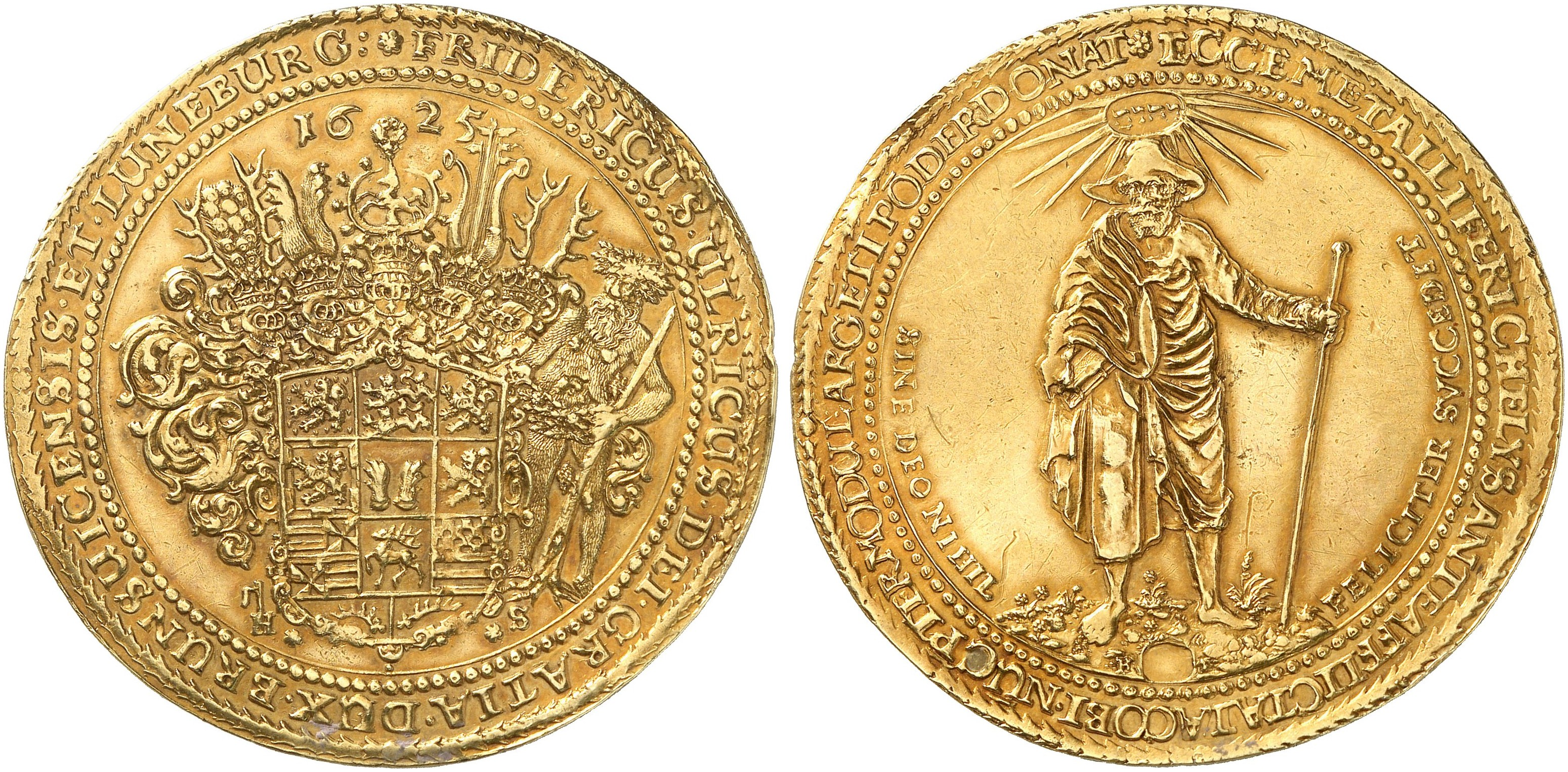
Avers und Revers des Jakobslösers

- Friedrich Ulrich, Herzog zu Braunschweig und Lüneburg, Fürst von Braunschweig-Wolfenbüttel, lässt den Jakobslöser, eine Schaumünze aus purem Gold, prägen.

### Wissenschaft und Technik
- Johann Rudolph Glauber entdeckt medizinische Wirkung und Herstellung von Natriumsulfat, das nach ihm auch Glaubersalz genannt wird.
- Das schwedische Kriegsschiff Vasa wird gebaut.

### Kultur

#### Bildende Kunst

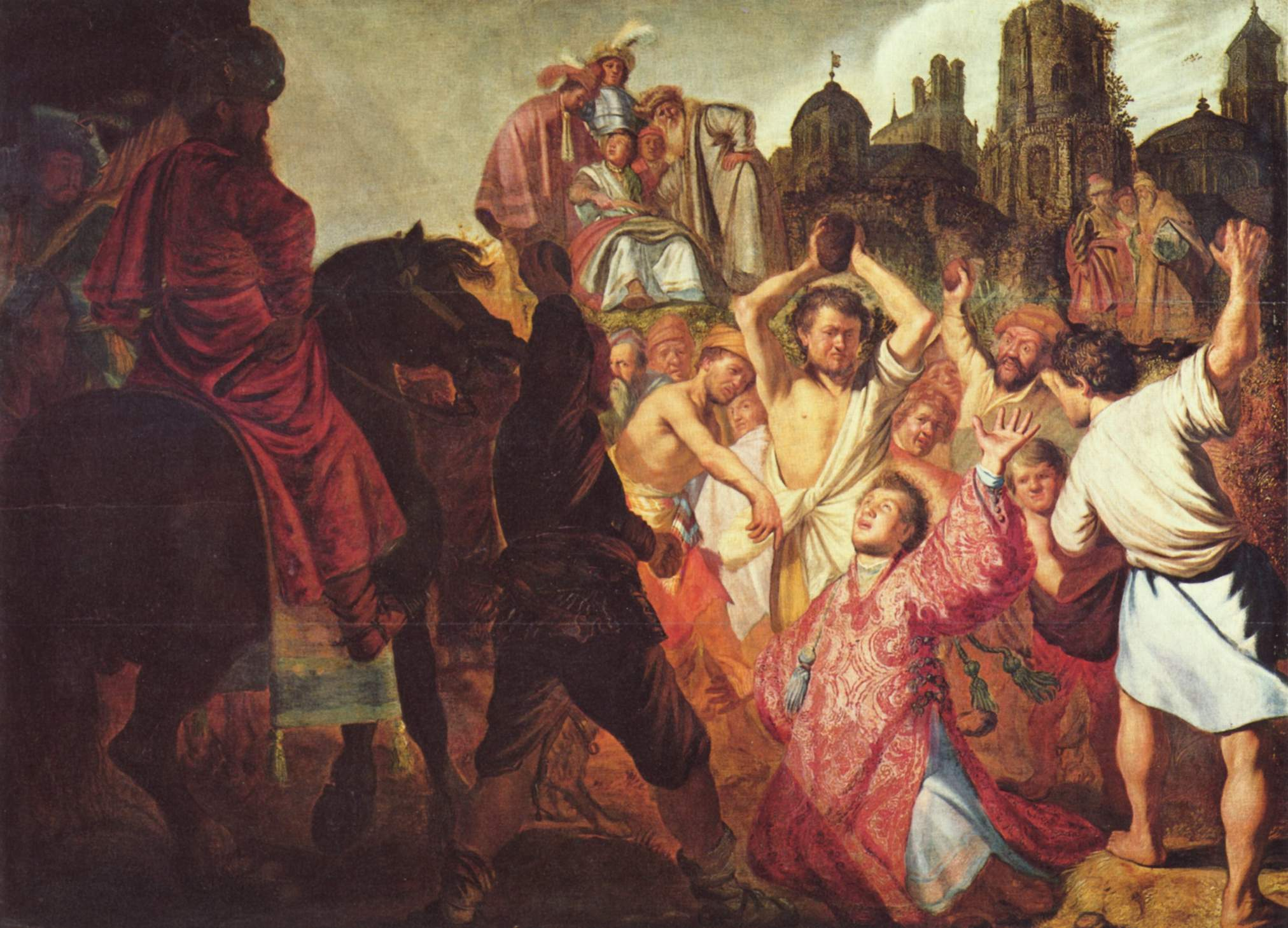
Die Steinigung des heiligen Stephanus

- Rembrandt van Rijn vollendet eines seiner ersten Werke: Die Steinigung des heiligen Stephanus.
- um 1625: In der Ukraine entstehen die ersten Lubki.

#### Musik

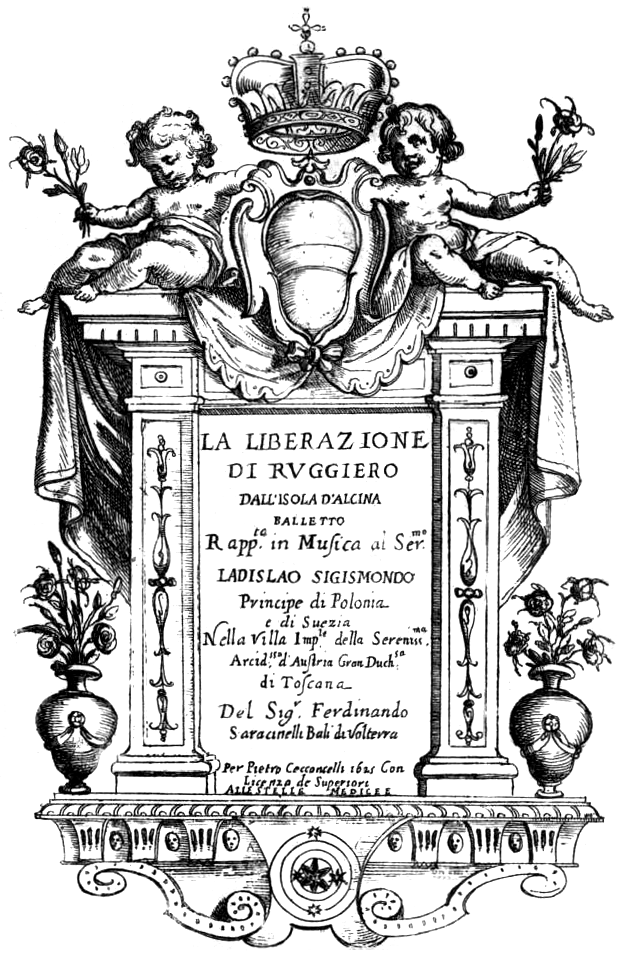
Titelblatt des Librettos

- 2. Februar: In der Villa Medici Poggio Imperiale in Florenz erfolgt die Uraufführung der Oper La liberazione di Ruggiero dall’isola d’Alcina (Die Befreiung Ruggieros von der Insel Alcinas) von Francesca Caccini mit einem Libretto von Ferdinando Saracinelli nach eine Episode aus Ludovico Ariostos Versepos Orlando furioso. Das Werk gilt als die älteste von einer Frau komponierte Oper.
- 1624/1625: In Bologna wird die Accademia dei Filomusi gegründet.

### Gesellschaft
- Der ausgewanderte Schotte James Shaw errichtet im nördlichen Irland Ballygally Castle.

### Katastrophen
- 26. Februar: Eine als Fastnachtsflut bezeichnete schwere Sturmflut bricht über die Ostsee herein. In Stralsund werden von ihr erhebliche Schäden ausgelöst.
- Sommer: In London bricht die Pest aus, die mehr als 30.000 Todesopfer fordert.

## Historische Karten und Ansichten

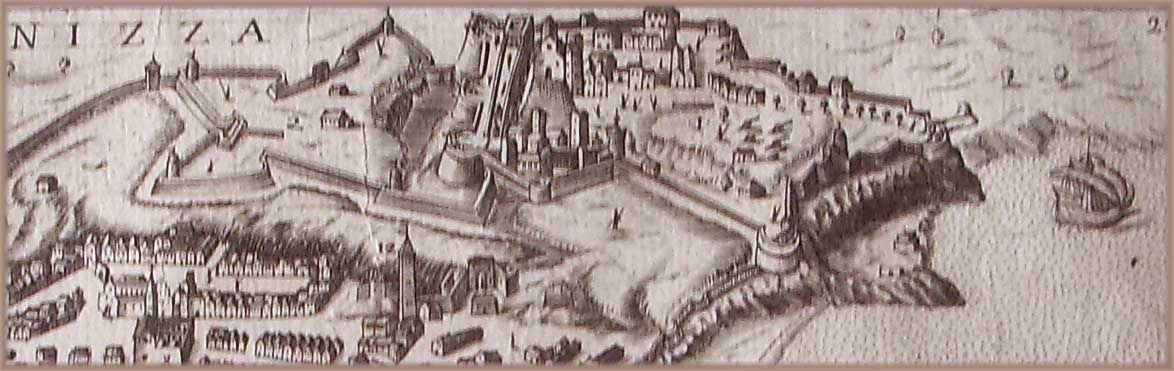
Nizza 1625

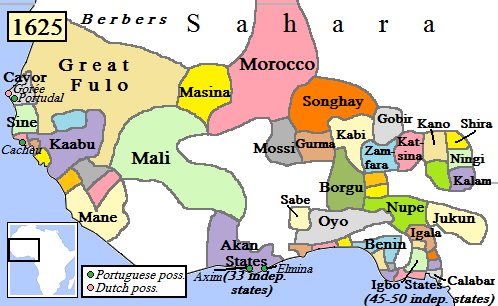
Westafrika 1625

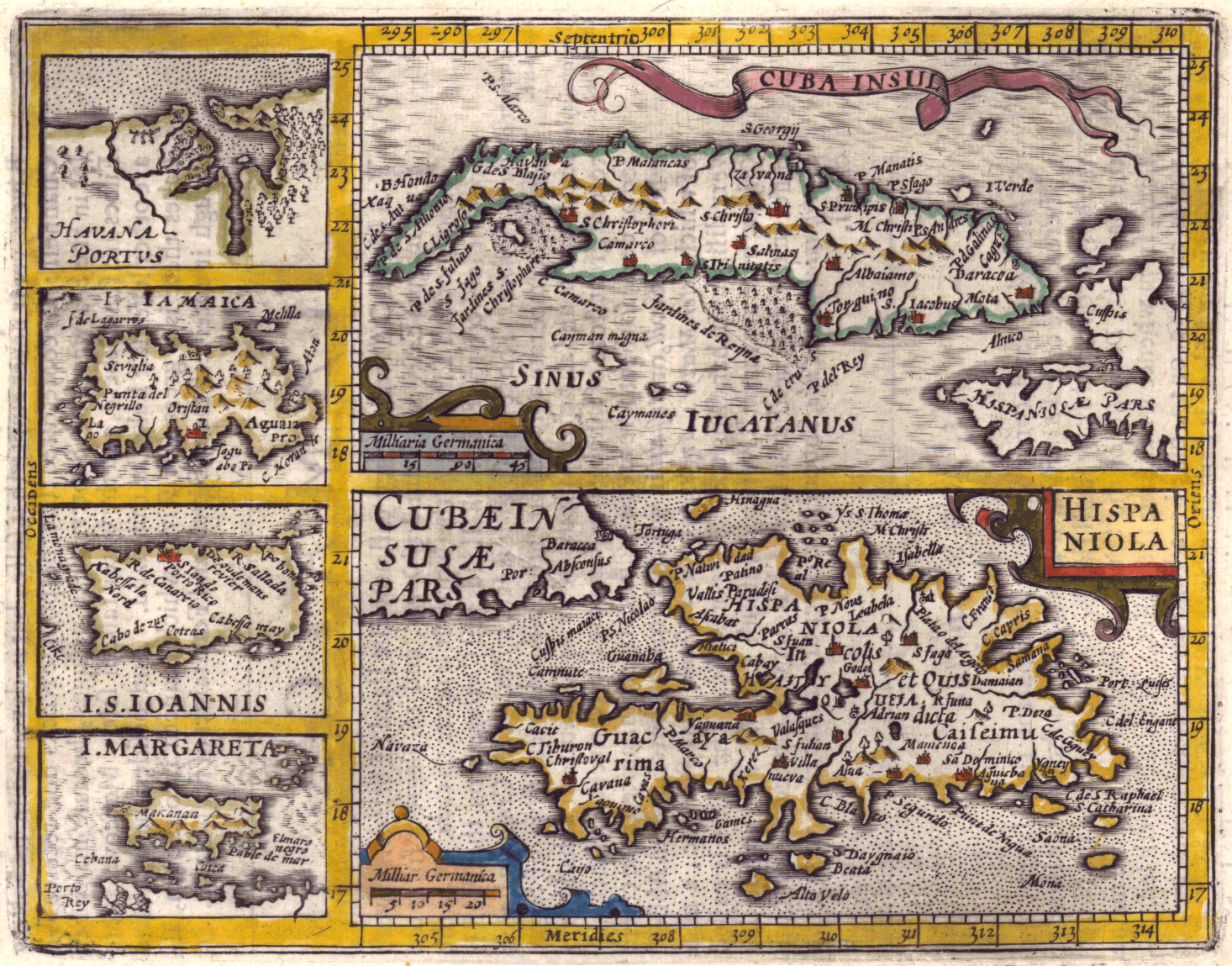
Karte von Kuba und Hispaniola 1625

## Geboren

### Januar bis September
- 14. Februar: Marie Euphrosine von Pfalz-Zweibrücken-Kleeburg, Gräfin De la Gardie († 1687)
- 21. Februar: Joan Huydecoper van Maarsseveen, Bürgermeister und Regent von Amsterdam († 1704)
- 05. März: Marie de Nemours, Fürstin von Neuenburg und Valangin († 1707)
- 25. April: Johann Friedrich, Fürst von Lüneburg und Calenberg († 1679)
- 11. Mai: Elisabeth Marie von Münsterberg-Oels, Herzogin von Württemberg-Oels († 1686)
- 13. Mai: Carlo Maratta, italienischer Maler († 1713)
- 24. Mai: Johann Ludwig, Graf von Nassau-Ottweiler († 1690)
- 08. Juni: Giovanni Domenico Cassini, französischer Astronom und Mathematiker italienischer Herkunft († 1712)
- 17. Juni: Peder Hansen Resen, dänischer Jurist und Historiker († 1688)
- 29. Juni: Matthias Wasmuth, deutscher Orientalist und lutherischer Theologe († 1688)
- 27. Juli: Edward Montagu, 1. Earl of Sandwich, englischer Admiral und Politiker († 1672)
- 30. Juli: Philipp Franz von Arenberg, Herzog von Arenberg und Herzog von Aarschot († 1674)
- 10. August: Johann Deutschmann, deutscher lutherischer Theologe († 1706)
- 16. August: Hermann Werner von Wolff-Metternich zur Gracht, Fürstbischof von Paderborn († 1704)
- 20. August: Thomas Corneille, dramatischer Dichter und der Bruder von Pierre Corneille († 1709)
- 25. August: Alberich Degen, Abt des Zisterzienserklosters in Ebrach († 1686)
- 05. September: Karl II. Otto, Herzog und Pfalzgraf von Birkenfeld († 1671)
- 07. September: Heinrich Friedrich zu Hohenlohe-Neuenstein, Graf zu Hohenlohe-Langenburg († 1699)
- 16. September: Gregorio Barbarigo, Kardinal und Heiliger der römisch-katholischen Kirche († 1697)
- 16. September: Johann Wilhelm Libštejnský von Kolowrat, Erzbischof von Prag († 1668)
- 17. September: Christian Friedrich Meurer, deutscher Beamter und Jurist († 1695)
- 23. September: Ferdinand Maximilian von Baden-Baden, potentieller Markgraf von Baden († 1669)

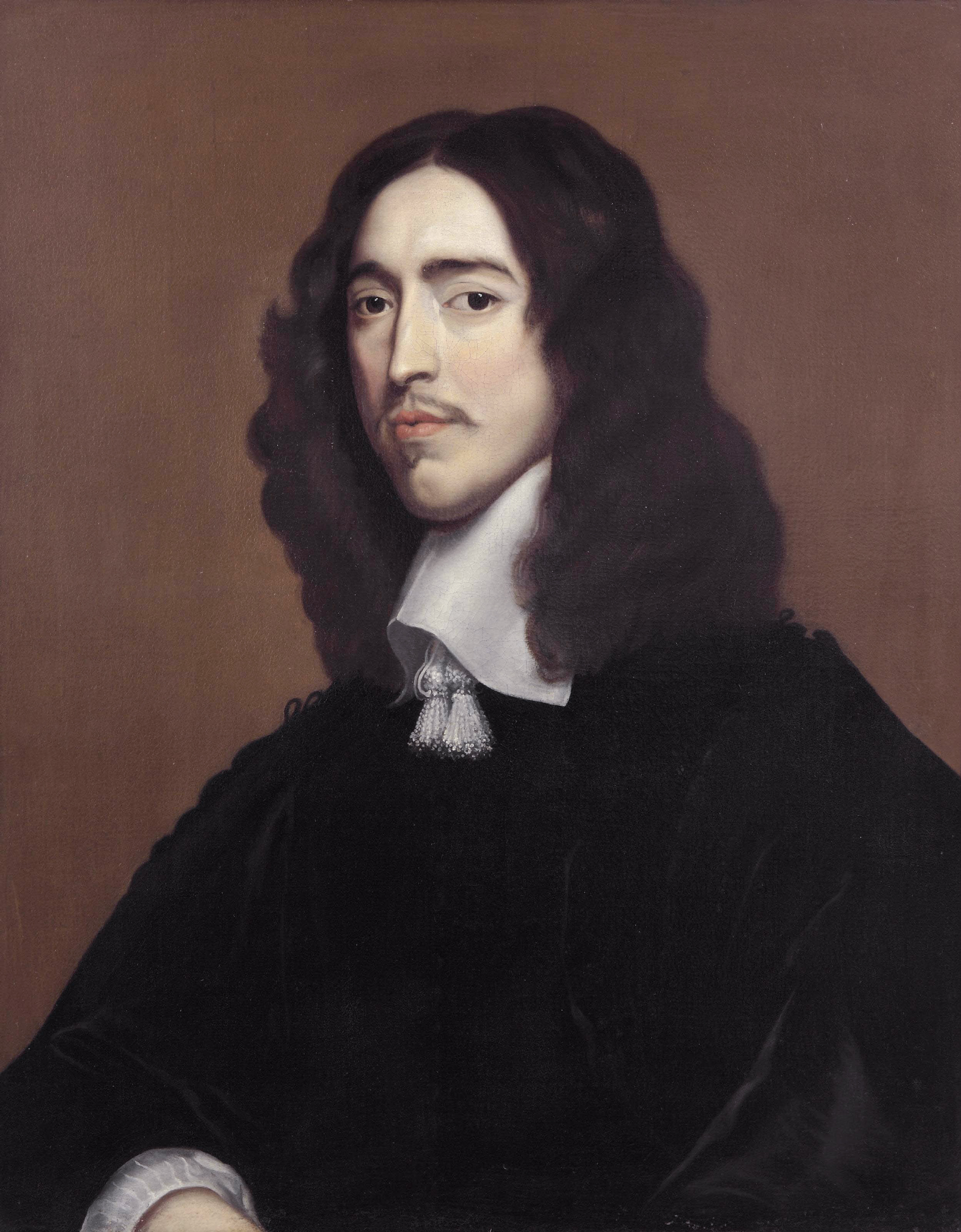
Johan de Witt, Werkstatt Adriaen Hanneman

- 24. September: Johan de Witt, niederländischer Staatsmann († 1672)
- 30. September: Christoph Donat, sächsischer Orgelbauer († 1706)

### Oktober bis Dezember
- 04. Oktober: Jacqueline Pascal, französische Schriftstellerin und Nonne († 1661)
- 05. Oktober: Eduard von der Pfalz, pfälzischer Prinz († 1663)
- 09. Oktober: Jacques-Henri de Durfort, duc de Duras, Marschall von Frankreich († 1704)
- 10. Oktober: Erik Dahlberg, schwedischer Feldmarschall, Festungsbaumeister und Architekt († 1703)
- 19. Oktober: Johann Andreas Lucius, deutscher lutherischer Theologe († 1686)
- 01. November: Oliver Plunkett, Erzbischof von Armagh und Primas von Irland († 1681)
- 02. November: Henri II. de Savoie-Nemours, Herzog von Nemours († 1659)
- 13. November: Wilhelm Christoph, Landgraf von Hessen-Homburg († 1681)
- 19. November: Johann Jacob Saar, deutscher Seefahrer und Autor († 1664)
- 23. November: Jacob Lüdecke, deutscher Jurist und Amtmann († 1696)
- 03. Dezember: Jack Adams, englischer Astrologe († vermutlich um 1680/1700)
- 10. Dezember: Melchior Barthel, deutscher Bildhauer († 1672)
- 24. Dezember: Johann Rudolph Ahle, deutscher Komponist, Organist, Dichter, evangelischer Kirchenmusiker († 1673)
- 28. Dezember: Johann Christoph Arnschwanger, deutscher Kirchenliederdichter († 1696)

### Genaues Geburtsdatum unbekannt
- Père Anselme de la Vierge Marie, französischer Historiker, Genealoge und Heraldiker († 1694)
- Hieronymus Galle, flämischer Maler († nach 1679)
- Johann Georg Melchior Schmidtner, deutscher Maler († nach 1707)

### Geboren um 1625
- Hans Jakob Christoffel von Grimmelshausen, Verfasser des Romans Der abenteuerliche Simplicissimus († 1676)

## Gestorben

### Erstes Halbjahr
- 05. Januar: Simon Marius, deutscher Astronom (* 1573)
- 13. Januar: Jan Brueghel der Ältere, flämischer Maler (* 1568)
- 17. Januar: Marija Wladimirowna Dolgorukowa, erste Ehefrau des Zaren Michael I. von Russland (* 1601)
- 21. Januar: Christoph Neander, Kreuzkantor in Dresden (* 1589)
- 23. Januar: Johann III. von Ostfriesland, Graf von Rietberg (* 1566)
- 27. Januar: Adrianus Valerius, niederländischer Dichter und Sammler von Geusenliedern (* 1570)
- 29. Januar: Jakob Gretser, lateinischer Philologe, Historiker, Dramatiker und Polemiker der Gegenreformation in Deutschland (* 1562)
- 29. Januar: Melchior von Rechenberg, sächsisch-schlesischer Adliger, Landeshauptmann der Grafschaft Glatz (* 1549)
- 06. Februar: Philipp Julius von Pommern, letzter Herzog von Pommern-Wolgast (* 1584)
- 26. Februar: Anna Wasa, schwedische Prinzessin (* 1568)
- 02. März: James Hamilton, 2. Marquess of Hamilton, schottischer Adeliger (* 1589)
- 07. März: Johann Bayer, deutscher Astronom (* 1572)
- 07. März: Joachim Ernst, Markgraf von Brandenburg-Ansbach (* 1583)
- 09. März: Dorothea Sibylle von Brandenburg, Herzogin von Brieg (* 1590)
- 25. März: Giambattista Marino, italienischer Dichter (* 1569)

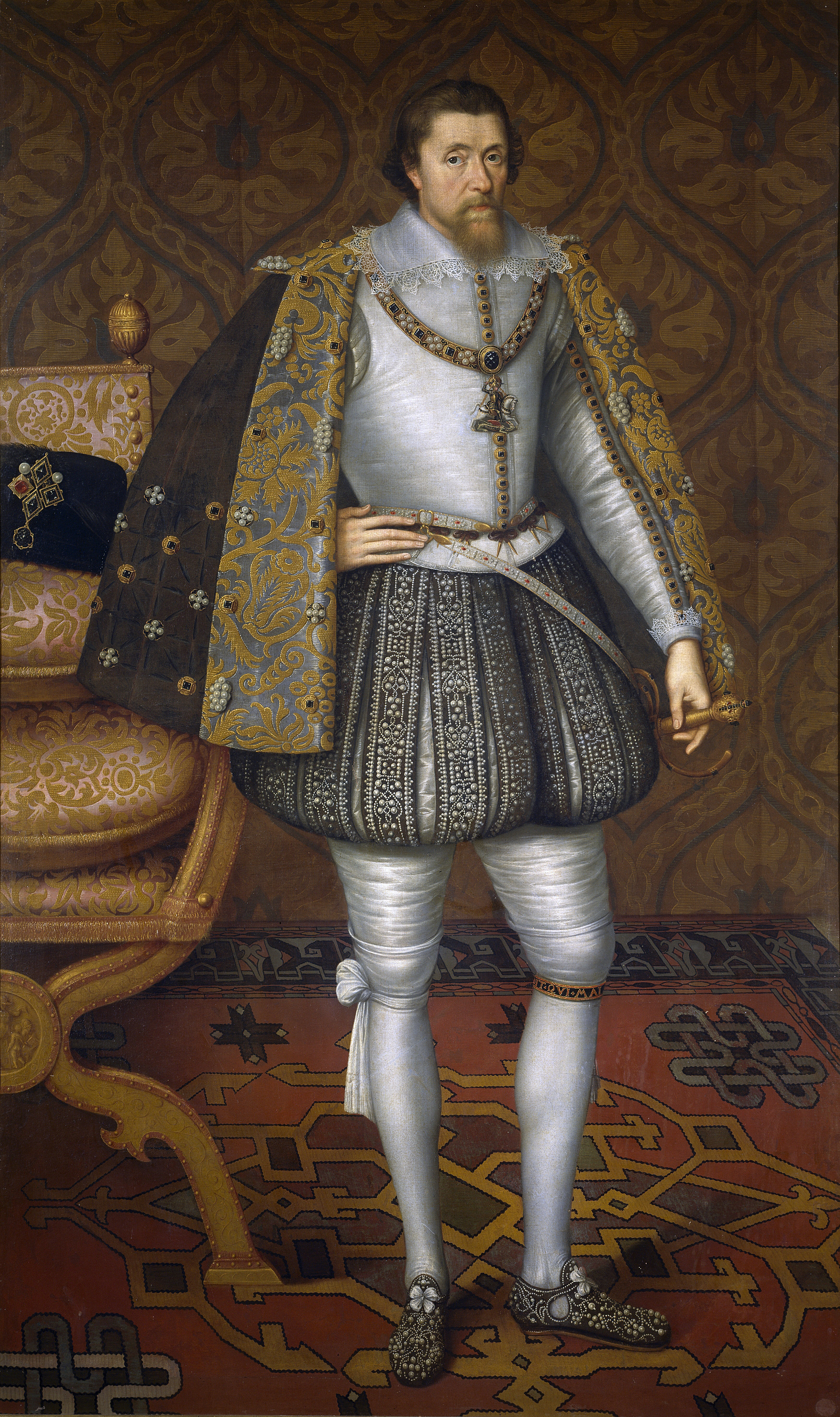
James I. von England

- 27. März: Jakob I., König von England und als Jakob VI. König von Schottland (* 1566)
- 23. April: Moritz von Oranien, Statthalter und Generalkapitän der Land- und Seestreitkräfte der Vereinigten Niederlande (* 1567)
- 23. April: Juan de Ruela, flämischer Maler (* um 1570)
- 06. Mai: Pietro Antonio Novelli, sizilianischer Maler (* 1568)
- 17. Mai: Francisco Gómez de Sandoval y Rojas, Herzog von Lerma, spanischer Staatsmann (* 1553)
- 01. Juni: Honoré d’Urfé, französischer Schriftsteller (* 1567)
- 06. Juni: Anna Maria, Fürstin von Liechtenstein, Herzogin von Troppau und Herzogin von Jägerndorf (* 1575)
- 09. Juni: Antoine de Roquelaure, Marschall von Frankreich (* 1543)

### Zweites Halbjahr
- 26. Juli: Johannes Piscator, Professor und reformierter Theologe (* 1546)
- 01. August: Johann Hartmann Beyer, deutscher Arzt, Mathematiker und Ratsherr (* 1563)
- 09. August: Marcus Lycklama à Nijeholt, friesischer Junker, Jurist und Diplomat (* 1573)
- 14. August: Hans Rottenhammer, deutscher Maler des Frühbarock (* 1564)
- 19. August: Enno III., Graf von Ostfriesland (* 1563)
- 19. August: Friedrich Wilhelm, Herzog von Teschen (* 1601)
- 30. August: Anna, Kurfürstin von Brandenburg (* 1576)
- 07. September: Rombout Hogerbeets, niederländischer Staatsmann (* 1561)
- 09. September: Kaspar Waser, Schweizer Theologe und Orientalist (* 1565)
- 13. September: Franz II. Batthyány, ungarischer Magnat (* 1577)
- 13. September: Tommaso Salini, italienischer Maler (* um 1575)
- 17. September: Anton von der Streithorst, braunschweigischer Staatsmann (* 1562/63)
- 19. September: Eitel Friedrich von Hohenzollern, Bischof von Osnabrück (* 1582)
- 24. Oktober: Friedrich, Herzog von Sachsen-Altenburg und Jülich-Kleve-Berg (* 1599)
- 14. November: Giulio Cesare Procaccini, italienischer Maler und Bildhauer (* 1574)
- 16. November: Sofonisba Anguissola, italienische Malerin der Renaissance (* um 1531/1532)
- 17. November: Jakob Henot, Postorganisator und Postmeister in Köln (* um 1545)
- 19. November: Graf Johann Reinhard I. von Hanau-Lichtenberg, Graf von Hanau-Lichtenberg (* 1569)
- 08. Dezember: Christine von Schleswig-Holstein-Gottorf, Königin von Schweden (* 1573)
- 11. Dezember: Johann Friedrich Schröter, deutscher Mediziner (* 1559)
- 16. Dezember: Elisabeth von Hessen-Kassel, Herzogin zu Mecklenburg und Dichterin (* 1596)
- 19. Dezember: Dorothea Augusta von Braunschweig-Wolfenbüttel, Äbtissin des Stiftes Gandersheim (* 1577)

### Genaues Todesdatum unbekannt
- Juni: Christoph von Lehndorf, anhaltischer Hofbeamter
- August: John Fletcher, englischer Dramatiker (* 1579)
- Georg V. von Angelach-Angelach, deutscher Vogt
- Jean-Baptiste Besard, französischer Jurist, Lautenist und Komponist (* um 1567)
- John Florio, englischer Übersetzer und Gelehrter (* 1553)
- Thomas Thynne, englischer Politiker (* vor 1566)